# John Morgan (matemático)
John Willard Morgan (Filadelfia, Estados Unidos, 21 de marzo de 1946) es un matemático estadounidense especializado en topología y geometría, profesor en la Universidad de Columbia e investigador del Centro Simons de Geometría y Física de la Universidad de Stony Brook.

## Biografía
Obtuvo su título de grado en 1968 y su doctorado en 1969, ambos en la Universidad Rice. Su tesis doctoral, titulada Stable tangential homotopy equivalences, estuvo dirigida por Morton L. Curtis. Entre 1969 y 1972, fue docente en la Universidad de Princeton, y entre 1972 y 1974, profesor ayudante en el MIT. Desde 1974, es profesor en la Universidad de Columbia. En julio de 2009, se convirtió en el primer director del Centro Simons de Geometría y Física de la Universidad de Stony Brook, un centro de investigación dedicado a la frontera entre matemáticas y física.
Es editor de las revistas Journal of the American Mathematical Society y Geometry & Topology.
Coloboró con Gang Tian para verificar la demostración de Grigori Perelmán de la conjetura de Poincaré. El equipo de Morgan-Tian fue uno de los tres equipos formados para este propósito. Los otros equipos fueron Huai-Dong Cao y Xi-Ping Zhu, y Bruce Kleiner y John Lott. Morgan fue ponente plenario en el Congreso Internacional de Matemáticos de Madrid el 24 de agosto de 2006, donde afirmó que «en 2003, Perelmán resolvió la conjetura de Poincaré».

## Premios y reconocimientos
En 2008, fue reconocido con la Conferencia Gauss de la Deutsche Mathematiker-Vereinigung. En 2009, fue elegido miembro de la Academia Nacional de Ciencias de Estados Unidos, y en 2012, fellow de la American Mathematical Society.